# 에어 아메리카
《에어 아메리카》(영어: Air America)는 미국에서 제작된 로저 스포티스우드 감독의 1990년 액션 코미디 영화이다. 멜 깁슨, 로버트 다우니 주니어 등이 출연하였고, 대니얼 멜닉 등이 제작에 참여하였다.

## 줄거리
베트남 전쟁 중인 1969년 말, 헬리콥터 조종사 빌리는 안전 규정을 어겨 면허를 정지당한다. 그러나 바로 그처럼 법을 그닥 신경 쓰지 않는 점, 그리고 뛰어난 비행술을 눈여겨본 한 정부 요원이 빌리에게 라오스의 에어 아메리카 일을 맡긴다. 먼저 와서 일하고 있던 진이 빌리의 안내역을 맡으면서 둘은 가까워진다.
민간 회사를 표방한 에어 아메리카는 사실 CIA가 작전에 쓰고 있는 위장 회사였으며, 부패해지면서 라오스군에게 마약을 조달하고 있었다. 대븐포트 상원 의원은 마약에 대한 소문을 듣고 이를 조사하기 위해 방문한다. 한편 진은 기체를 이용해 암시장 무기를 은닉 중이었는데...

## 출연진
- 멜 깁슨 - 진 라이액 역
- 로버트 다우니 주니어 - 빌리 커빙턴 역
- 낸시 트래비스 - 커린 랜드로 역
- 켄 젱킨스 - 도널드 러먼드 소령 역: 에어 아메리카 CIA 책임자 1.
- 데이비드 마셜 그랜트 - 로버트 딜 역: 에어 아메리카 CIA 책임자 2.
- 레인 스미스 - 대븐포트 상원 의원 역
- 아트 러플루어 - 잭 닐리 역
- 네드 아이젠버그 - 닉 피렐리 역
- 마셜 벨 - O.V. 역
- 버트 궉 - 루 숭 장군 역
- 팀 토머슨 - 바보 역

## 기타 제작진
- 공동 제작: 존 에스코, 앨런 셔피로
- 미술: 앨런 캐머런
- 무술 감독: 줄리언 스펜서
- 의상: 존 몰로